# Microcrambus francescella
Microcrambus francescella là một loài bướm đêm trong họ Crambidae.